# Spartiacque (elaborazione digitale delle immagini)
In computer grafica un'immagine digitale in scala di grigi può essere vista come un rilievo dove il livello di grigio di un pixel indica la sua altitudine nel rilievo. Una linea chiusa costituita da pixel con lo stesso valore di grigio può essere considerata uno spartiacque (in inglese watershed). Il nome deriva dal fatto che lo spartiacque corrisponde a un minimo del gradiente per cui è possibile paragonare la discesa del gradiente a una goccia d'acqua che fluisce lungo il rilievo fino al raggiungimento dello spartiacque.
Nell'elaborazione digitale delle immagini esistono diversi algoritmi per il calcolo degli spartiacque. Questi algoritmi possono utilizzare strutture dati quali grafi o essere definiti nel dominio dei reali. Gli algoritmi di watershed possono essere utilizzati per la segmentazione di immagini.

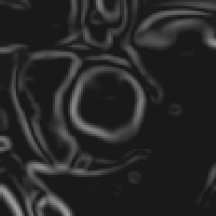
Immagine con gradiente
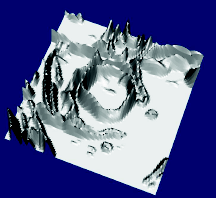
Rilievo del gradiente
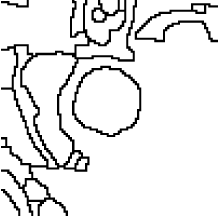
Spartiacque del gradiente
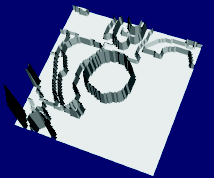
Spartiacque del gradiente (rilievo)

## Algoritmi
Esistono diversi algoritmi tra cui quello introdotto da Fernand Meyer nel 1991. Altri algoritmi utilizzano concetti come la foresta ricoprente minima e il taglio di grafi.